# Клуб справедливості та дружби (Японська імперія)
Клуб Сейко (яп. 正交倶楽部, досл. «Клуб справедливості та дружби») — японська політична партія що діяла в Японській імперії на початку 20 століття.

## Історія
Політична партія «Клуб справедливості та дружби» була заснована в грудні 1918 року в результаті злиття «Клуб чистоти та гармонії» та групи з восьми незалежних членів парламенту Японської імперії, і спочатку ця політична партія була «Незалежною групою». У березні 1919 року вона змінила назву й була перейменована на «Клуб справедливості та дружби» на той час вона мала у своїх лавах 33 члени парламенту Японської імперії. Одначе вони отримали поганий результат на загальних виборах у травні 1920 року через новий виборчий закон, який замінив багатомандатні виборчі округи на одномандатні. Наступного місяця останні чотири члени об'єдналися з єдиним членом «Товариство нової політики» і 20 незалежними членами, щоб сформувати «клуб Kōshin».